# 短叶水石榕
短叶水石榕（学名：Elaeocarpus hainanensis var. brachyphyllus）为杜英科杜英属下的一个变种。

## 扩展阅读
- 維基物種上的相關：短叶水石榕